# Aloe glabrata
Aloe glabrata é uma espécie de liliopsida do gênero Aloe, pertencente à família Asphodelaceae.